# Гипотезы Мерсенна
Гипотезы Мерсенна касаются описания простых чисел чисел Мерсенна (чисел, равных степеням двойки без единицы).

## Исходная гипотеза  Мерсенна
Исходная гипотеза, называемая гипотезой Мерсенна, это утверждение Марена Мерсенна в его работе Cogitata Physica-Mathematica (1644; см. Dickson 1919), что числа {\displaystyle 2^{n}-1} простые для n = 2, 3, 5, 7, 13, 17, 19, 31, 67, 127 и 257 и составные для всех остальных положительных целых чисел n ≤ 257.  Ввиду размеров этих чисел Мерсенн не проверил, и не мог проверить все эти числа в 17-м веке.  В конечном счёте, после трёх столетий и доступности новых техник, таких как тест Люка — Лемера, было установлено, что гипотеза Мерсенна содержала пять ошибок, а именно, два составных (n = 67, 257) и три пропущенных простых (n = 61, 89, 107) чисел. Правильный список: n = 2, 3, 5, 7, 13, 17, 19, 31, 61, 89, 107 и 127.
Хотя исходная гипотеза Мерсенна не верна, она привела к Новой гипотезе Мерсенна.

## Новая гипотеза Мерсенна
Новая гипотеза Мерсенна или гипотеза Бейтмана, Селфриджа и Вагстафа утверждает, что для любого нечётного натурального числа p, если выполняется любые два из следующих условий, то выполняется и третье:
1. p = 2k ± 1 или  p = 4k ± 3 для некоторого натурального числа k. (A122834)
2. 2p − 1 является простым (число Мерсенна). (A000043)
3. (2p + 1) / 3 является простым (простое число Вагстафа). (A000978)

Если p является нечётным составным, то {\displaystyle 2^{p}-1} и {\displaystyle (2^{p}+1)/3} составные числа. Таким образом, для проверки верности гипотезы достаточно проверять лишь простые числа.
На настоящий момент известно, что среди чисел, для которых все три условия выполняются, находятся 3, 5, 7, 13, 17, 19, 31, 61, 127 (A107360), и предполагается, что среди чисел, бо́льших 127, нет чисел, для которых все три условия выполняются.
Простые, для которых выполняется по меньшей мере одно условие:
2, 3, 5, 7, 11, 13, 17, 19, 23, 31, 43, 61, 67, 79, 89, 101, 107, 127, 167, 191, 199, 257, 313, 347, 521, 607, 701, 1021, 1279, 1709, 2203, 2281, 2617, 3217, 3539, 4093, 4099, 4253, 4423, 5807, 8191, 9689, 9941, ... (A120334)
Заметим, что два числа, с которыми Мерсенн ошибся (67 и 257), попадают в условия (67 = 26 + 3, 257 = 28 + 1), а 89 и 107 — нет. Таким образом, в исходном виде, Мерсенн мог думать, что 2p − 1 является простым тогда и только тогда, когда p = 2k ± 1 or p = 4k ± 3 для некоторого натурального k.
| 2   | 3   | 5   | 7   | 11  | 13  | 17  | 19  | 23  | 29  |
| 31  | 37  | 41  | 43  | 47  | 53  | 59  | 61  | 67  | 71  |
| 73  | 79  | 83  | 89  | 97  | 101 | 103 | 107 | 109 | 113 |
| 127 | 131 | 137 | 139 | 149 | 151 | 157 | 163 | 167 | 173 |
| 179 | 181 | 191 | 193 | 197 | 199 | 211 | 223 | 227 | 229 |
| 233 | 239 | 241 | 251 | 257 | 263 | 269 | 271 | 277 | 281 |
| 283 | 293 | 307 | 311 | 313 | 317 | 331 | 337 | 347 | 349 |
| 353 | 359 | 367 | 373 | 379 | 383 | 389 | 397 | 401 | 409 |
| 419 | 421 | 431 | 433 | 439 | 443 | 449 | 457 | 461 | 463 |
| 467 | 479 | 487 | 491 | 499 | 503 | 509 | 521 | 523 | 541 |

| p | p имеет вид 2n ± 1 или 4n ± 3                  |
| p | 2p − 1 является простым                        |
| p | (2p + 1)/3 является простым                    |
| p | p удовлетворяет по меньшей мере одному условию |

Новая гипотеза Мерсенна может рассматриваться как попытка решить гипотезу Мерсенна столетней давности, которая не верна. Однако, согласно Роберту Д. Сильверману, Джон Селфридж считает, что новая гипотеза Мерсенна «очевидно верна», так как была сформулирована для удовлетворения известных данных и контрпримеры при условиях гипотезы крайне маловероятны. Её можно рассматривать скорее как курьёзное наблюдение, чем вопрос, требующий проверки.
Рено Лифшиц показал, что новая гипотеза верна для всех целых, меньших 20 996 010 путём последовательной проверки всех нечётных простых чисел, для которых известно, что одно условие выполняется. На его веб-сайте задокументированы результаты проверки вплоть до указанного числа. Другая, более свежая версия страницы о новой гипотезе — «Новая гипотеза о простых числах Мерсенна».

## Гипотеза Ленстра — Померанса — Вагстафа
Ленстра, Померанс, и Вагстаф высказали гипотезу, что существует бесконечно много простых чисел Мерсенна. Точнее, что число простых чисел Мерсенна, меньших x, асимптотически аппроксимируется выражением
{\displaystyle e^{\gamma }\cdot \log _{2}\log(x),},
где {\displaystyle \gamma } — постоянная Эйлера — Маскерони.
Другими словами, количество простых чисел Мерсенна с экспонентой p, меньшей y, асимптотически равно
{\displaystyle e^{\gamma }\cdot \log _{2}(y).}
Это означает, что должно быть в среднем около {\displaystyle e^{\gamma }\cdot \log _{2}(10)} ≈ 5,92 простых чисел p с заданным количеством десятичных знаков, таких, что {\displaystyle M_{p}} является простым.